# Юношески национален отбор на Русия по футбол до 17 години
Юношеският национален отбор на Русия до 17 години представя страната в международни срещи. В него могат да играят футболисти до или на 17 години. Тимът е двукратен европейски шампион в своята възрастова категория през 2006 и 2013 година. Треньор е Дмитрий Хомуха, а капитан е Антон Митрюшкин. През 2013 отборът за първи път се класира на световно първенство, което ще се проведе през ноември 2013.